# Ogowe-Ivindo
Ogowe-Ivindo (fr. Ogooué-Ivindo) – jedna z dziewięciu prowincji Gabonu. Sąsiaduje z prowincjami: Górne Ogowe, Ogowe-Lolo, Ngounié, Środkowe Ogowe i Woleu-Ntem. Stolicą prowincji jest Makokou.

## Departamenty
Ogowe-Ivindo jest podzielony na 4 departamenty:
- Ivindo (Makokou)
- Lope (Booue)
- Mvoung (Ovan)
- Ivindo (Mekambo)